# Miloš Nikolić (22 febbraio 1989)
Miloš Nikolić (in serbo Милош Николић?; Svilajnac, 22 febbraio 1989) è un calciatore serbo, difensore del Sileks Kratovo.